# Ledo Vaccaro Machado
Ledo Vaccaro Machado é um educador e professor de matemática brasileiro, que se tornou popular com suas aulas no Programa de Aperfeiçoamento de Professores de Matemática do Ensino Médio (PAPMEM), realizado periodicamente há mais de 30 anos pelo Instituto de Matemática Pura e Aplicada (IMPA), disponibilizadas na plataforma de vídeos YouTube.

## Carreira
Ledo estudou 14 anos no Instituto de Educação Rangel Pestana, uma escola pública no centro de Nova Iguaçu, Rio de Janeiro, do jardim de infância até a terceira série do Ensino Médio.
Pela Universidade Federal do Rio de Janeiro, Vaccaro possui graduação em Licenciatura em Matemática, Mestrado em Ensino de Matemática e Doutorado em Ensino e História da Matemática e da Física, com a última tendo sido concluída em 2020. Além disso, possui uma especialização pela PUC-Rio em Educação. Atualmente, faz parte do corpo de especialistas em medidas educacionais da Fundação Cesgranrio. Ledo tem experiência na área de Educação, com ênfase em Ensino-Aprendizagem, e atua em adaptações de avaliações para deficientes visuais.